# Chicoutimi (album)
Pour les articles homonymes, voir Chicoutimi.
Albums de Les Wampas
Toutafonlive
(1997) Kiss
(2000)
Chicoutimi est le 6e album du groupe de rock français Les Wampas, paru en 1998.

## Liste des pistes
1. Pompidou (2:13)
2. Twist à Chicoutimi (2:09)
3. Ma mère me rend folle (3:41)
4. Bang ! Bang ! Bang ! (2:51)
5. For the Rock (3:22)
6. 14 ans (2:12)
7. Jean-Luc Le Ténia (0:24)
8. Jalabert (1:54)
9. Peggy-Sue 1 (0:41)
10. Peggy-Sue 2 (1:56)
11. Joëlle (1:29)
12. Oï (1:53)
13. Castorama (2:28)
14. Les vieux allemands (3:23)
15. Lucie Anna (2:41)
16. Je t'aimerai toujours (1:35)
17. Trop souffert (1:12)
18. Toto (8:28)